# Escala Leiden
La escala Leiden se utilizaba a principios del siglo XX para calibrar indirectamente bajas temperaturas, proporcionando valores convencionales kelvin de la presión de vapor del helio. Esta escala se utilizaba en temperaturas inferiores a −183 °C, el punto fijo de temperatura definido por la Escala International de Temperatura en los años treinta.
Los orígenes de esta escala se remontan aproximadamente a 1894, cuando el laboratorio de criogenia de Heike Kamerlingh Onnes se estableció en Leiden, Holanda.
Informes reconocidos afirman que esta escala se basa en la escala kelvin, introduciendo una pequeña variante de manera que el punto de ebullición del hidrógeno y del oxígeno sea cero y 70 respectivamente, lo que resulta bastante inverosímil. El oxígeno bajo una atmósfera estándar hierve a una temperatura que oscila entre 90.15 y 90.18 K. En el caso del hidrógeno depende de la variedad molecular. El punto de ebullición es de 20.390 K para lo que se considera hidrógeno «normal» (compuesto por un 75 % de orto-hidrógeno y un 25 % de para-hidrógeno) y 20.268 K en el caso de para-hidrógeno. Según esta hipótesis, el cero absoluto correspondería a −20.15 ÐL.La conversión de Kelvin a Leiden es: K(2800/2791) − 20.39 ≈ ÐL y la de Leiden a Kelvin es: (ÐL + 20.39)/(2800/2791) ≈ K.